# Behringer
Behringer, Берінгер, Берінджер — приватне німецьке підприємство виробник музичного обладнання. Засноване 1989 року Улі Берінгером у рейнському місті Віліч, західній околиці Дюссельдорфа. На 2007 рік був 14 найбільшим аудіо виробником у світі. Головний офіс у Монако й Сингапурі. 3500 працівників. Голова підприємства — її засновник Улі Берінгер.
Виробництво зосереджено на заводі Берінгер-Сіті у місті Чжуншань у провінції Ґуандун у Китаї. Дизайн та дослідження замовляються у Німеччині. 
1990 року виробництво було перенесено у Китай. 1997 року Улі Берінгер переїхав на помешкання у Гонконг. У 2002 році відкрився завод Берігер-Сіті, де виробляється понад 50 тисяч мікшерів щомісяця.
Головні вироби: цифрові й аналогові мікшери, еквалайзери, процесори, звукові інтерфейси, звукові контролери, акустичні системи, підсилювачі, мікрофони, навушники, гітари, гітарні ефектні педалі.
Найноваційнишими виробами Берінгеру є USB гітари та мікрофони, що дозволяють записувати й змішувати музику на комп'ютері.